# Edward Wade
Edward Wade (22 de noviembre de 1802 - 13 de agosto de 1866) fue un  miembro de la Cámara de Representante de los Estados Unidos por Ohio, hermano de Benjamin Franklin Wade.
Nacido en West Springfield, Massachusetts, Wade recibió una educación limitada. Se trasladó a Andover, Ohio, en 1821, donde estudió derecho. Fue admitido en el colegio de abogados en 1827 y comenzó a ejercer en Jefferson, Ohio. En 1831 fue juez de paz del condado de Ashtabula. Se trasladó a Unionville en 1832. Fue fiscal del condado de Ashtabula en 1833. Se trasladó a Cleveland en 1837.
Wade fue elegido como candidato de los liberales al trigésimo tercer Congreso y reelegido como republicano en los congresos trigésimo cuarto, trigésimo quinto y trigésimo sexto (del 4 de marzo de 1853 al 3 de marzo de 1861). En enero de 1854, fue uno de los seis firmantes del "Llamamiento de los Demócratas Independientes", redactado para oponerse al Acta Kansas-Nebraska. No fue candidato a la reelección en 1860.
Murió en East Cleveland, Ohio, el 13 de agosto de 1866, y fue enterrado en el cementerio de Woodland, en Cleveland, Ohio.